# Tim Haines
Tim Haines ist ein britischer Drehbuchautor und Regisseur, der für seine Arbeit an populären Wissenschaftsshows des Senders BBC bekannt ist. Er ist Gründer und Leiter der Produktionsfirma Impossible Pictures.

## Leben
Tim Haines absolvierte die Bangor University 1982 mit einem BSc in der Angewandten Zoologie. Vor seiner Karriere bei der BBC arbeitete er als Journalist. 2002 ernannte die Bangor University ihn zum Mitglied einer Ehrenkameradschaft. Mit Jasper James gründete er 2002 die Produktionsfirma Impossible Pictures. Er ist auch Autor und hat viele Bücher zu seinen Fernsehreihen geschrieben.

## Werke (Auswahl)
An diesen Produktionen arbeitete Haines mit:

### BBC (als Mitarbeiter)
- 1999: Dinosaurier – Im Reich der Giganten (Walking with Dinosaurs)
- 2001: Die Geschichte von Big Al (Walking with Dinosaurs – The Ballad of Big Al)
- 2001: Die Erben der Saurier – Im Reich der Urzeit (Walking with Beasts)
- 2001: Die vergessene Welt (The Lost World)
- 2005: Die Ahnen der Saurier (Walking with Monsters)

### Für Impossible Pictures
- 2002: Im Reich der Giganten (Chased by Dinosaurs)
- 2003: Monster der Tiefe (Sea Monsters)
- 2006: Prehistoric Park – Aussterben war gestern (Prehistoric Park)
- 2007–2011: Primeval – Rückkehr der Urzeitmonster (Primeval)
- 2012: Primeval: New World

### Bücher
- Dinosaurier – Im Reich der Giganten, 1999 (deutsch), 288 Seiten.
- Die Erben der Saurier – Im Reich der Urzeit, 2001 (deutsch), 264 Seiten.